# Marian Jankowski (leśniczy)
Marian Jankowski ps. „Szarak”, „Zając”, „Jesień”, „Jesionoklon” (ur. 1909, zm. 1992) – leśnik, kombatant, spłecznik, kurier, członek Rady Naczelnej Tajnej Organizacji Wojskowej "Gryf Pomorski" w ostatnim okresie działalności.

## Życiorys
Urodził się 3 stycznia 1909 r. w miejscowości Forestowo pow. Szamotuły.  W 1931 roku ukończył Państwową Szkołę dla Leśniczych w Margoninie. Następnie pracował w nadleśnictwach: Czersk, Popioły, Przewodnik. W 1938 roku został leśniczym Leśnictwa Kamienna Góra, w nadleśnictwie Mirachowo. Przed wojną ukończył Przysposobienie Obronne Leśników.
Po wybuchu wojny w 1939 dostał rozkaz ewakuacji do Białowieży. W okolicach Świecia dostał się do niewoli niemieckiej i był przetrzymywany w obozie w Terespolu przez dwa miesiące. Został zwolniony z obozu i skierowany do dawnego miejsca pobytu gdzie otrzymał pracę w niemieckiej służbie leśnej. Według różnych informacji z "Gryfem" związał się w sierpniu 1940 r. lub w 1941 r. Miał kontakt z pierwszym komendantem organizacji B. Formelą oraz był mężem zaufania w Głównym Wydziale Organizacyjnym. Dla schronienia partyzantów, jesienią 1942 roku zbudował w lesie bunkier „Ptasia Wola”. W związku z nieudaną próbą aresztowania przez Niemców w grudniu 1943 r. żył na nielegalnej stopie. Od tego czasu nieformalnie pełnił funkcję adiutanta i kuriera Józefa Dambka. Pod koniec konspiracji ściśle współpracował z Augustynem Westphalem i był członkiem Rady Naczelnej TOW "GP".
Po wojnie powrócił do pracy w służbie leśnej na Pomorzu Zachodnim.